# La Granja Wendelin Grimm
La Granja Wendelin Grimm és una granja al costat de Victoria, Minnesota llistada en el Registre Nacional de Llocs Històrics. La finca es troba dins dels límits de la Reserva Carver Park.

## Història
Els propietaris de la finca, Wendelin i Julianna Grimm, van emigrar d'Alemanya i es van establir al comtat de Carver al Minnesota el 1859. Wendelin Grimm va buidar una secció de terra, que formava part del Big Woods, i va establir la seva granja mitjançant mètodes de cultiu nadius d'Alemanya. Va portar una caixa de llavors anomenada «trèvol etern», que en realitat era alfals. Durant els següents quinze anys, va seleccionar les llavors de plantes que van sobreviure als durs hiverns de Minnesota. El resultat d'aquest procés va ser el primer alfals realment resistent a l'hivern a Amèrica del Nord.
Cap al 1890, el comtat de Carver tenia més de 1.000 hectàrees d'alfals en cultiu. Grimm va convèncer alguns dels seus veïns que utilitzessin la seva llavor i, després de diversos hiverns severs al voltant de 1895 quan va morir tot l'alfals comú, la seva collita d'alfals va començar a cridar més l'atenció. L'any 1900, dos professors de l'estació d'experimentació agrícola de Minnesota, Willet M. Hays i Andrew Boss, van visitar la seva granja i van quedar impressionats pel pròsper cultiu. Pocs anys després, Hays, que va esdevenir l'ajudant del secretari d'agricultura dels Estats Units, va anomenar-lo «alfals Grimm». Hays va recomanar la millora contínua de l'alfals mitjançant els esforços de cria a través del Departament d'Agricultura dels Estats Units, i l'alfals Grimm va proporcionar el germoplasma que proporcionava resistència a l'hivern a nous conreus.
L'alfals de grimm ha esdevingut un cultiu molt important, i actualment és la font de totes les varietats modernes d'alfals cultivades a 10.000.000 hectàrees dels Estats Units (una superfície només una mica més petita que l'estat nord-americà de Kentucky), amb un valor de 10.000 milions de dòlars anuals. El professor d'agronomia de la Universitat de Minnesota, Lawrence Elling, considera l'alfals de Grimm com el desenvolupament de conreus més important a Amèrica del Nord fins a la invenció del blat de moro híbrid.

## Conservació
El districte del comtat d'Hennepin (actual Three Rivers Park District) va adquirir la propietat de la granja el 1962 quan es va establir la reserva del parc Carver, i la finca es va inscriure al Registre nacional de llocs històrics el 1974. Per llavors, la terra ja no era una granja en funcionament, la masia estava en procés de decadència i els arbres havien començat a créixer a les antigues pastures.
L'any 1993, la Minnesota Historical Society va adonar-se que l'estat perdia llocs agrícoles històrics i va identificar la granja Grimm com d'alta prioritat per a l'estabilització i la preservació del lloc. L'Oficina de Preservació Històrica de l'estat de Minnesota i la Comissió Legislativa sobre Recursos de Minnesota van dur a terme un estudi de reutilització i aviat van començar l'estabilització d'emergència de la masia per protegir-la contre actes vandàliques a les finestres i portes, reemplaçament del teulat i rehabilitació del fonament. El 1998-99 es va iniciar la restauració interior i es va acabar el 2001. El 6 d'octubre de 2001 es va celebrar la fi de les obres amb una jornada de portes obertes.
Situat a la Reserva Carver Park, el lloc ara és conegut com a «Grimm Farm Historic Site» (loc històric de la granja Grimm) i està obert al públic per a visites escolars ! a ocasions especials.